# Site archéologique de Nijniï Arkhyz
Le site archéologique de Nijniï Arkhyz est surtout connu pour ses églises d'architecture byzantine (églises de Zelenchuk ou Zelentchouk), il  est situé sur la rive droite du Bolchoï Zelentchouk, en Karatchaïévo-Tcherkessie. Ce site aurait pu être la capitale de l'Alanie occidentale, à son apogée au XIe siècle.  
Ces églises constituent un ensemble original se rattachant par leur style architectural aux églises byzantines abkhazes.  
Le site a été inclus dans la réserve historique, culturelle et naturelle de Carachai-Circássia Par décret du Conseil des ministres de la RSFSR n ° 35, du 28 janvier 1988, puis classé monument d'importance fédérale par décret du président de la fédération de Russie n ° 176, du 20 février 1995.  
Le site archéologique de Nijniï Arkhyz (Nizhny Arkhyz) est évoqué dans le programme UNESCO des routes de la soie.
Les références complètes et l'importante bibliographie en langue russe sont consultables sur le site wikipedia Нижне-Архызское городище

## Histoire
Les Alains s'établissent dans la vallée dès le IXe siècle, ainsi qu'en attestent des objets découverts sur le site lors des fouilles. La christianisation, conséquence du prosélytisme byzantin dans le Caucase apparait au Xe siècle, une ville épiscopale se développe sur le site. Un quartier fortifié est réservé aux constructions épiscopales, cathédrale et palais, tandis que la ville s'étend à proximité avec de nombreuses églises et chapelles, un monastère et diverses autres constructions. La ville relativement importante pourrait avoir été la capitale de l'ancien État alanien : Magas (Ma'as), décrite par l'historien arabe Al-Masudi  au Xe siècle. La ville cesse d'exister à la fin du XIIe siècle, probablement à la suite des invasions Qiptchak. Il ne subsistera alors qu'un village rattaché au diocèse d'Alan, quelques églises et cimetières resteront utilisés jusqu'au XIVe siècle, le site  sera abandonné durant la seconde moitié du XIVe siècle.  
À la fin du XIXe siècle, un monastère (monastère Alexandre Nevsky Athos Zelenchuksky) fut construit sur le site, il devait permettre de préserver les églises subsistantes (églises de Zelenchuk) tout en assurant l'encadrement des communautés chrétiennes locales (décision du Saint-Synode de 1889). Il abritait un établissement pouvant accueillir dix soldats âgés, un atelier de peinture d'icônes, et une école pour les enfants du diocèse de Stavropol. Le monastère fut fermé après 1917.

## Historique des recherches

### Période tsariste

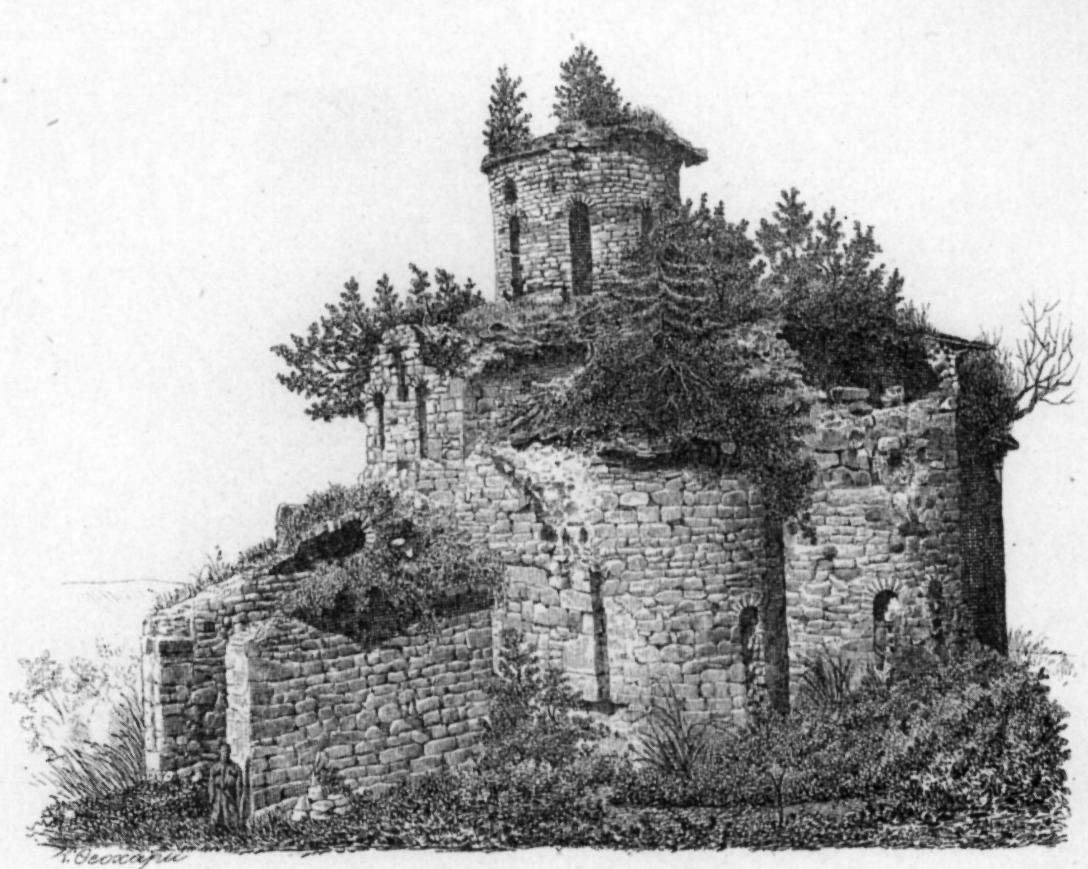
Église nord, 1891.

En 1802 le général de division A. Ya. Potemkine visite la Zakubanie et, en particulier, la vallée du Grand Zelenchuk. Il étudie les édifices religieux, en fait des croquis, et dresse un plan général du site mettant en évidence ses fortifications. Ses documents ont été publiés dans la revue  "Fiches bibliographiques" de PI Keppen .

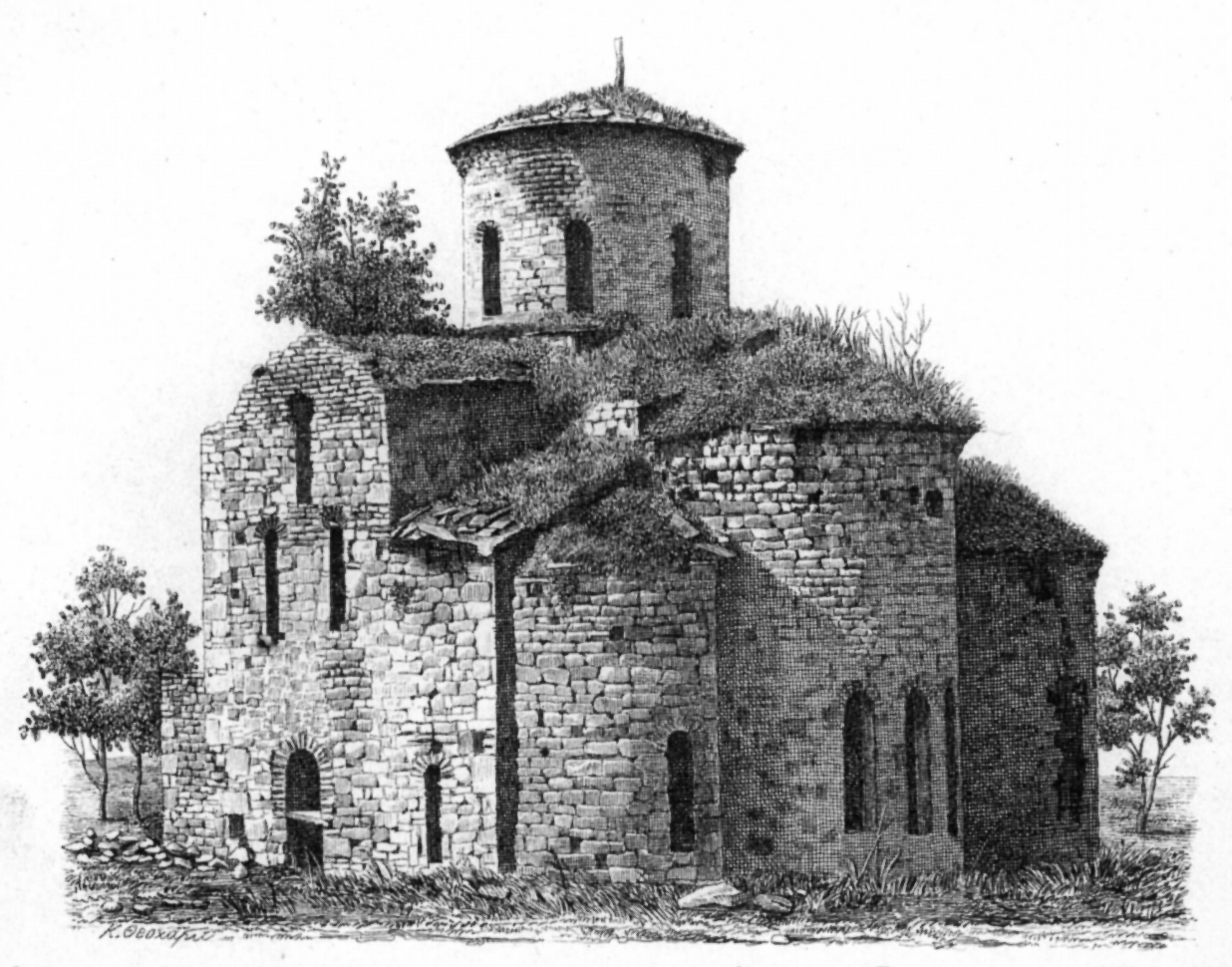
Le temple central, 1891.

Pendant la guerre russo-turque (1828-1829), le général G.A. Emmanuel charge l'architecte italien du service russe I.K. Bernardazzi d'étudier les anciennes églises de cette région. Après avoir examiné les églises de Zelenchuk, de Shoana, de Senty et quelques autres, il rédige un document accompagné de plans et croquis que  le général Emmanuel présente à Nicolas Ier dans l'objectif d'engager une restauration des sites. Mais le général A.A. Velyaminov remplaçant Emmanuel comme chef de la région du Caucase, considère, dans une lettre à l'empereur, qu'il serait dangereux d'effectuer des travaux dans ces régions instables. Les recherches de Bernardazzi ont néanmoins attiré l'attention sur les anciennes églises de cette région, et des archéologues professionnels et des chercheurs amateurs ont commencé à les étudier.

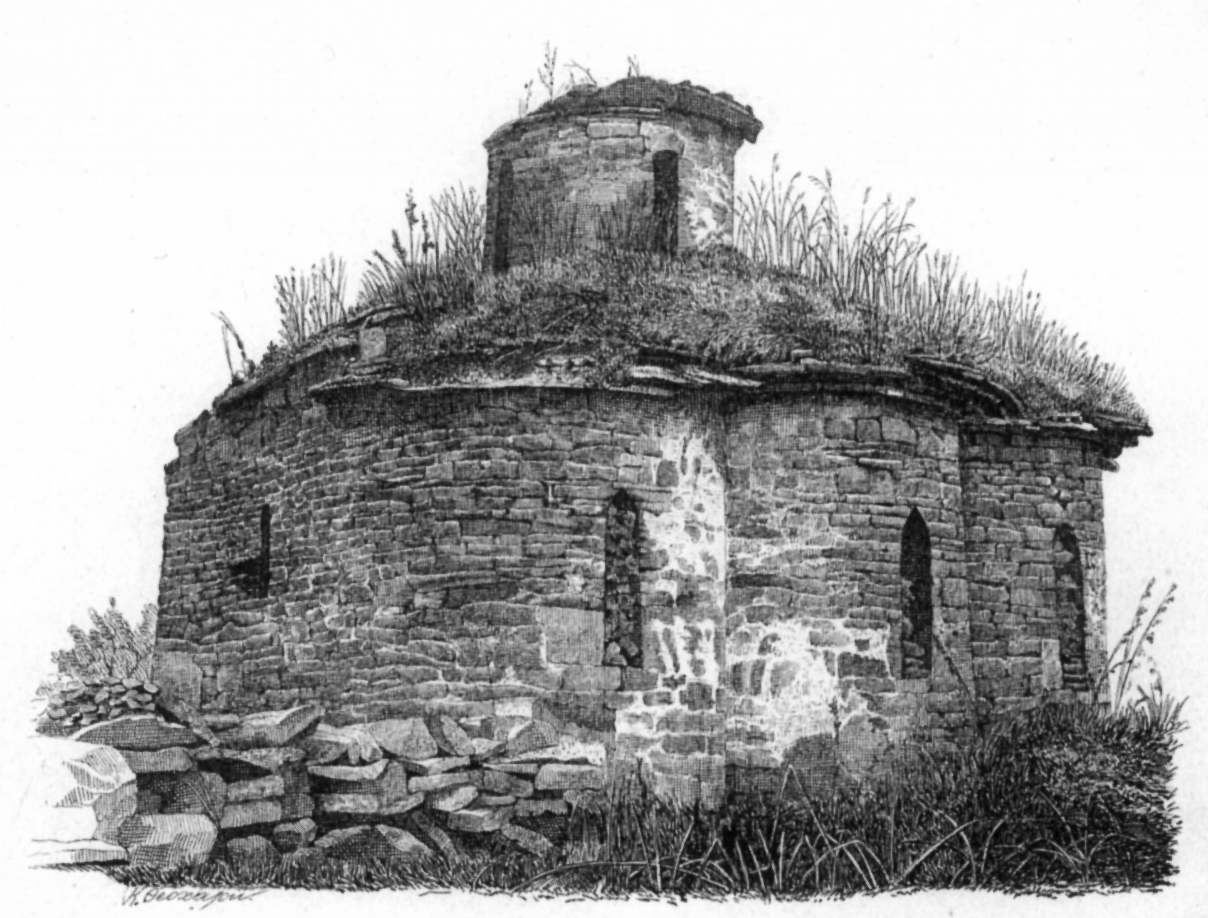
Temple du Sud, 1891.

En 1867, les frères Narychkine, voyageant dans le Caucase à des fins archéologiques, font de petites fouilles dans l'église nord de Zelenchuk. Leur rapport, publié dans Izvestia de la Société archéologique impériale russe, comprend des dessins et un plan de l'église.
À la fin du XIXe siècle, la Société archéologique de Moscou participe à l'étude d'Arkhyz. En 1888, Dmitry Strukov réalise des croquis à l'aquarelle des fresques présentes dans les églises de Zelenchuk. L'archéologue V.M. Sysoev réalise des fouilles archéologiques dont les résultats sont publiés dans plusieurs articles et monographies.

### Période soviétique
En 1940, une expédition dirigée par KM  Petrelevich fouille le site de l'église nord de Zelenchuk et découvre des bijoux en or, et un sceau almandin du IXe siècle comportant une inscription arabe du roi arménien Asochius. Ces découvertes sont conservées au musée historique d'État de Moscou.
En 1959, la restauration de l'église nord de Zelentchouk permet de découvrir des sépultures anciennes (fouilles de Borodine).
Mais c'est surtout l'archéologue spécialiste du Caucase V.A. Kouznetsov qui approfondit les connaissances sur le site. De nouvelles fouilles sont réalisées entre 1961 - 1972 et en 1978 par l'Institut d'archéologie de l'Académie des sciences sous la direction de V.A. Kouznetsov . De nombreuses structures sont alors mises à jour : installations résidentielles, domestiques et industrielles, vestiges d'églises et de chapelles chrétiennes, sépultures contenant des artefacts du Xe au XIe siècle.

## Disposition

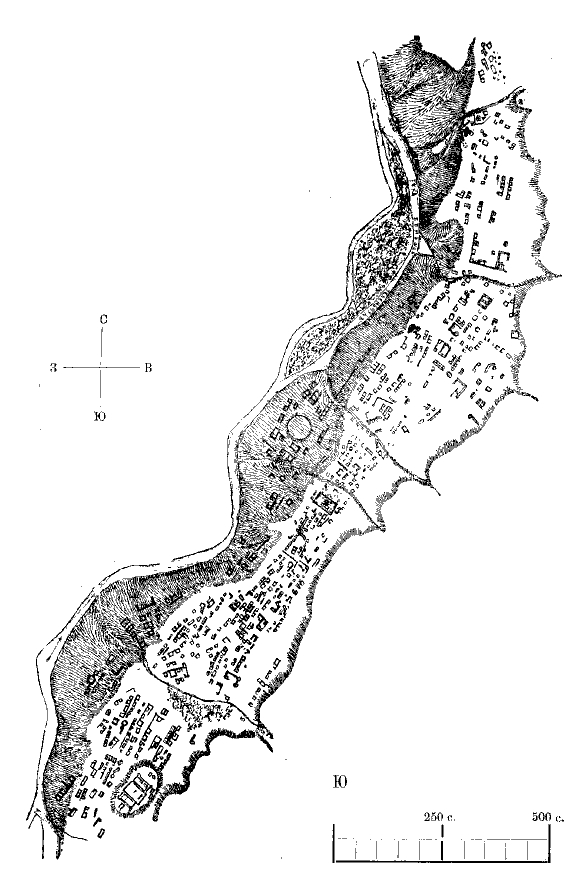
Plan du site, 1897.

Le site archéologique s'étend sur plus de trois kilomètres dans une vallée de montagne, le long de la rive droite du Bolchoï Zelentchouk. La largeur moyenne de la vallée à cet endroit est de 250 à 300 mètres, l'altitude moyenne de 1 150 mètres. L'emplacement de la ville est stratégique, protégé par des montagnes boisées et une rivière infranchissable. La vallée offre un débouché vers Soukhoumi et la côte via les cols d'Adzapch et de Santcharo.
Selon l'archéologue Kouznetsov, l'ensemble du site couvre plus de 60 hectares. Il comporte six sous-ensembles :
1. Une première parcelle agricole. Elle occupe une longueur de 600 mètres entre les premier et deuxième murs défensifs de la ville.
2. Le site du diocèse. De l'église au deuxième mur défensif, s'étend l'enclos fortifié du complexe épiscopal alanien repérable à l'église Nord, probablement la cathédrale, entourée des vestiges de cinq petites églises à une nef . Trois chapelles identiques appartenant également à ce village sont situées "dans les montagnes" (contreforts de la chaîne de montagnes Uzhum). Des vestiges des murs d'enceinte, de bâtiments résidentiels et agricoles et d'un cimetière chrétien sont visibles sur le site.
3. Une deuxième parcelle agricole. Entre le village du diocèse et la ville elle-même, cette parcelle couvre environ 15 hectares sur une longueur d'environ 750 mètres. Elle est délimitée au sud par la porte d'Hassan.
4. La ville . Le territoire de la ville ancienne (25 ha), très bien conservée, commence à la porte d'Hassan et à l'église centrale. Les bâtiments sont situés le long de trois rues d'environ 3 mètres de large auxquelles les archéologues ont donné des noms conventionnels. La rue Tsentralnaya assez droite, traverse tout la ville de la porte Podrovanaya jusqu'à la rivière et au cercle de pierre. La rue Podgornaya part de la rue Tsentralnaya près de la porte Podvorannaya et, après 220 mètres, se dirige vers le nord-est à la base de la chaîne de montagnes Uzhum. La rue Naberezhnaya longe une falaise jusqu'à la rivière sur plus de 500 mètres, pour finalement fusionner avec la rue centrale. Parmi les bâtiments, subsistent l'église sud, les ruines de trois chapelles, des bâtiments résidentiels et industriels, et les restes de cimetières chrétiens .
5. Un cimetière sur les pentes de la chaîne de montagnes Uzhum, sur la rive droite de la rivière. Sur le côté sud et sud-ouest de la porte Podrovanaya, il existe de nombreux cimetières païens sous forme de sépultures dans des grottes, en particulier dans les endroits difficiles d'accès.
6. Un cimetière sur les pentes de la chaîne de montagnes Mycesta, sur la rive gauche de la rivière. Sur le versant oriental de la chaîne de montagnes, de nombreux cimetières anciens correspondent à des nécropoles païennes . Selon les chercheurs, tout le territoire de la rive gauche du Bolchoï Zelenchuk dans l'Antiquité était réservé à l'inhumation, car il ne convenait ni à la construction, ni à l'agriculture.

À proximité du site, ont également été découverts : des carrières, des restes de bas fourneaux, des céramiques, des mines, des enclos à bétail, une ancienne route alanienne, et des tours de guet sur les pentes des montagnes.

## Églises
Les bâtiments les plus célèbres sont trois églises à croix inscrites caractéristiques de l'architecture abkhaze-byzantine du Xe siècle.

### Église de Zelenchuk Nord

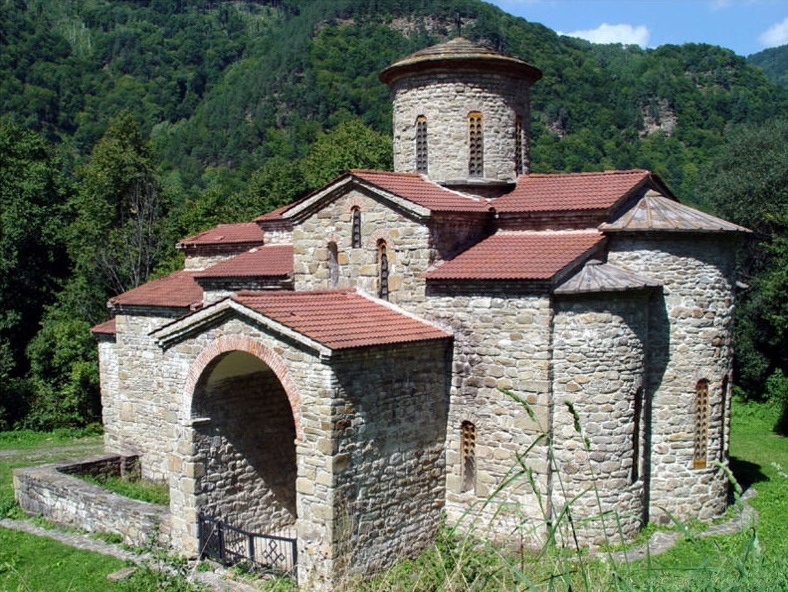
Aspect actuel.

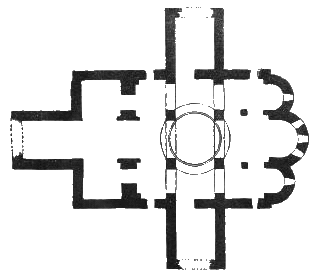
Le plan de l'église, 1897.

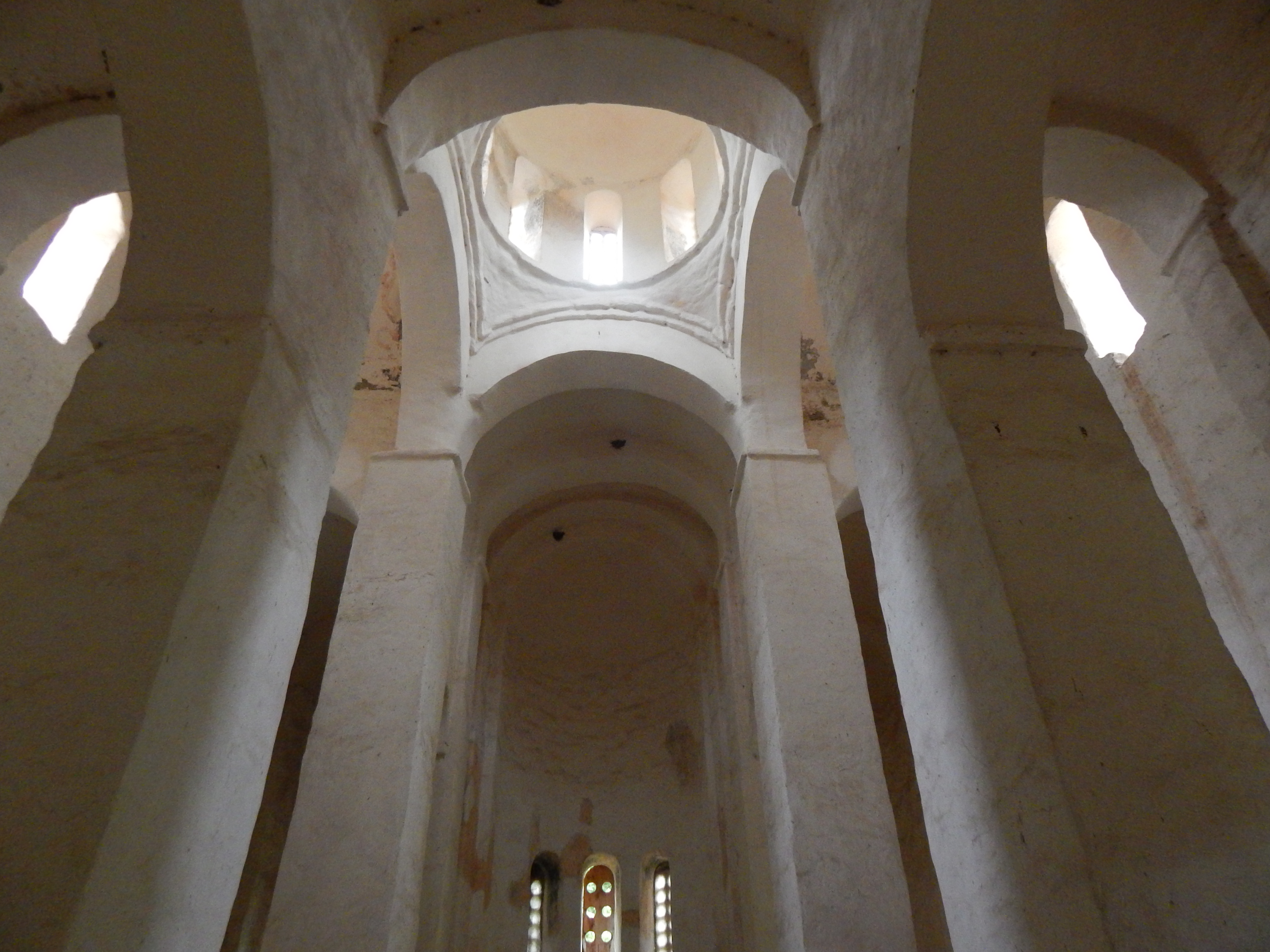
Dômes.

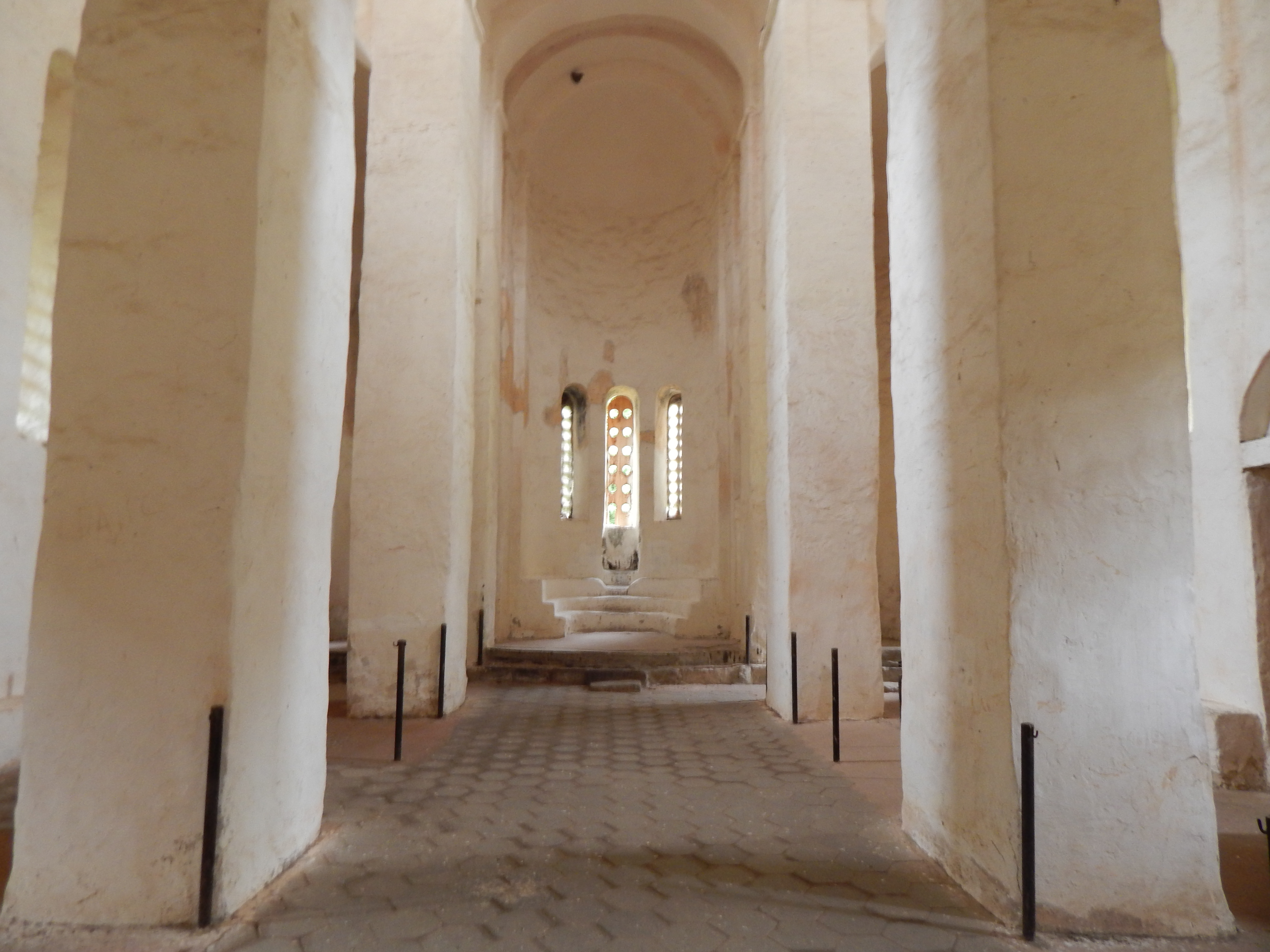
Nef centrale.

L'église nord est située à 800 mètres de la ville et est entourée des ruines de plusieurs bâtiments : trois petites chapelles des Xe – XIe siècles associées à des cimetières chrétiens et un bâtiment surélevé qui pourrait être le palais épiscopal. Cette organisation a permis à  Kouznetsov d'identifier ce lieu comme étant l'enclos fortifié du diocèse d'Alan du Xe au XIIe siècle, et l'église nord elle-même comme sa cathédrale. À son avis, cette église, qui n'a jamais été reconstruite ou restaurée avant les travaux de restauration de Borodine en 1959, est représentative d'une architecture alanienne médiévale. Des croix portant des inscriptions grecques ont été découvertes à proximité ce qui pourrait témoigner de la présence de religieux de langue grecque sur le site.
L'église, le plus grand bâtiment de ce type dans le Caucase Nord, est une structure voûtée à trois nefs et trois absides. Le dôme du bâtiment est soutenu par deux paires de piliers carrés, divisant l'espace du temple en trois nefs longitudinales. La nef centrale est plus large que les bas-côtés, et l'abside centrale avance par rapport aux absides latérales. Sur trois côtés, le narthex est surmonté d'arcs de pierre. Avec les narthex, le bâtiment mesure 25,5 mètres sur 19,5 mètres. Les chercheurs ont noté que sans les annexes, les dimensions du temple sont strictement proportionnelles : 21 × 10,5 mètres, sa largeur est la moitié de la longueur, ce qui correspond aux canons de l'architecture romaine et grecque.
La couverture de l'église avait pratiquement disparu avant la restauration, mais à en juger par les vestiges conservés dans l'abside, les nefs nord et sud et les vestibules, il s'agissait de voûtes cylindriques en pierre, couvertes à l'extérieur de toits et de pignons simples, faits de fines dalles de pierre en chevauchement et dépassant légèrement des murs de bordure. Dans une section préservée du toit au-dessus de la partie nord de la croix, les chercheurs ont trouvé une écorce de bouleau qui sépare les dalles de l'épaisseur du mur et sert à imperméabiliser la structure. Cette technique de construction n'a pas été mise en évidence dans d'autres monuments architecturaux du Caucase et de Crimée .
Lors des fouilles sous le plancher de la nef sud, un cercueil composé de plaques soigneusement découpées, a été découvert, son contenu aurait été pillé à une date inconnue. Dans l'angle nord-ouest du narthex, un réservoir de forme cubique (90 × 72 cm) évoque la présence de fonts baptismaux. Un escalier en bois menait aux chœurs, qui étaient portés par deux arcs en briques, soutenus par deux paires de pilastres.
En 1888, D.M. Strukov, a réalisé des aquarelles des fresques encore présentes l'église.

Fresques de l'église nord (aquarelles de DM Strukov 1888)
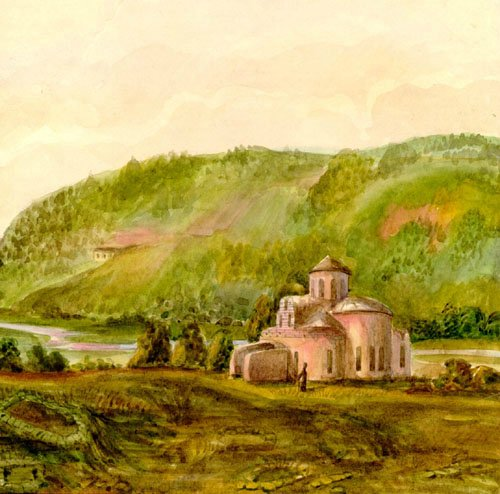
Vue générale
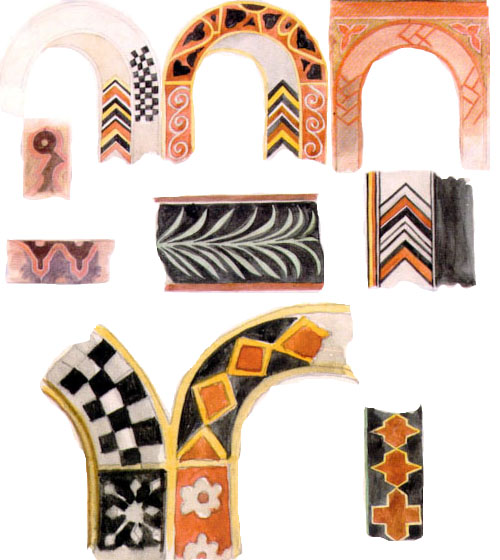
Éléments de décoration
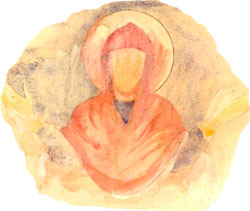
Vierge Marie
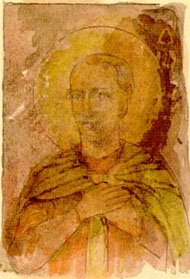
Visage d'un jeune saint coneuvert d'une cape, (Martyr Laure).
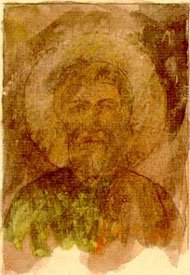
Visage d'un saint avec une petite barbe et des cheveux noirs (Apôtre Jacques)
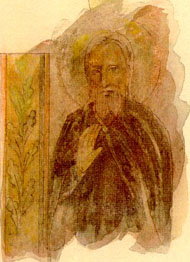
Un saint aux cheveux gris dans une soutane monastique (Saint Sava).
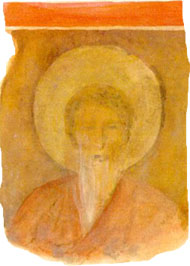
Visage d'un saint avec une longue barbe.
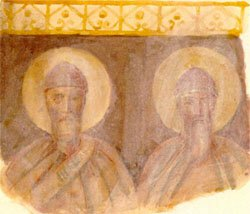
Deux saints de Géorgie.
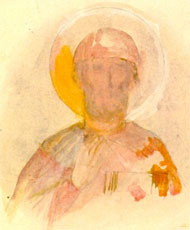
Un saint à barbe ronde, un manteau jeté sur les épaules, un bouclier dans sa main gauche.

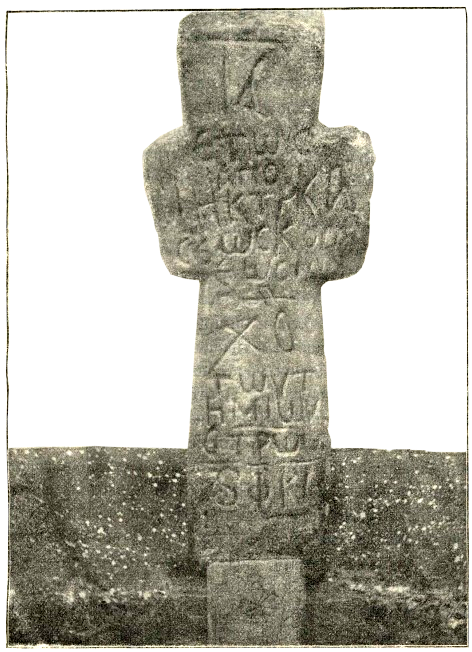
Croix avec inscription. (Photographie de 1897). [13

La datation de la construction de l'église Nord au Xe siècle a été établie sur la base de parallèles historiques et architecturaux avec les églises d'Abkhazie, de Pitsounda, de Mokvi et avec l'église forteresse sur la rivière Bzipi, datant également du Xe siècle. Plusieurs vestiges archéologiques confirment cette datation : une croix de pierre découverte par Potemkine en 1802 et portant la date de 1013, une énorme croix en bronze portant une inscription grecque avec la date de 1067, un anneau trouvé dans le trésor de l'église, dont l'insertion porte le nom d'Ascio, fils de Symbius, roi arménien qui régna de 886 à 891. Selon V.A. Kouznetsov, l'anneau du souverain datant du IXe siècle aurait pu arriver sur les rives du Bolchoï Zelenchuk seulement au Xe siècle, au moment de la construction de l'église Nord. Les sources écrites conservées confirment également la datation de l'église : dans une lettre, le patriarche de Constantinople Nicolas Mystikos a loué le souverain d' Abkhazie, George II (règne de 923 à 957), pour la christianisation des Alains.
La dédicace de l'église reste controversée. Le major Potemkine, visitant l'église Nord en 1802, avait vu une inscription avec le nom de Saint-Nicolas sur le mur de l'église, les chercheurs ont retenu ce nom et ont appelé l'église nord "Nikolsky" . Cependant, selon E.P. Alekseeva, Potemkine se référait plutôt à l'église sud. L'hypothèse Nicolas pourrait être confirmée par le fait que la conversion des Alains au christianisme en 916 eut lieu en grande partie grâce aux efforts du patriarche de Constantinople Nicholas Mystikos et l'église cathédrale du diocèse alanien aurait ainsi pu être consacrée en son honneur.

### Église centrale

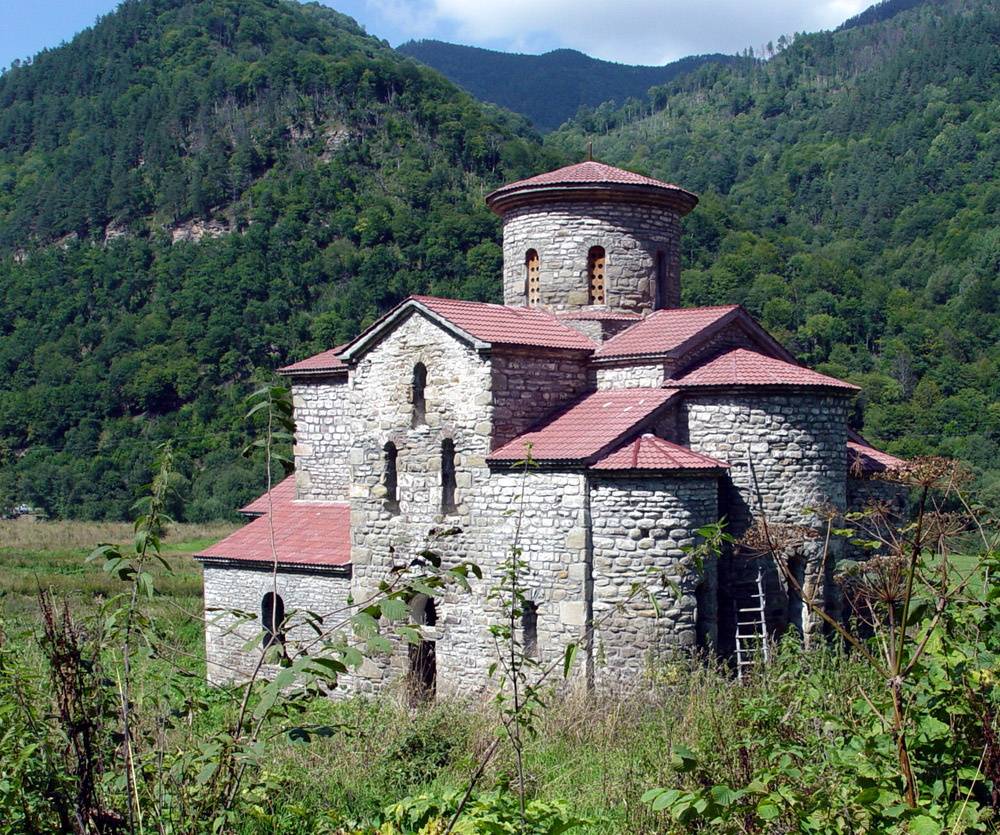
Aspect actuel

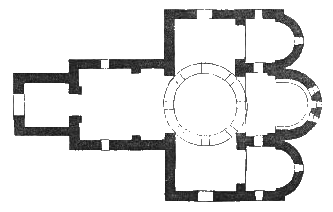
Plan de l'église centrale 1897.

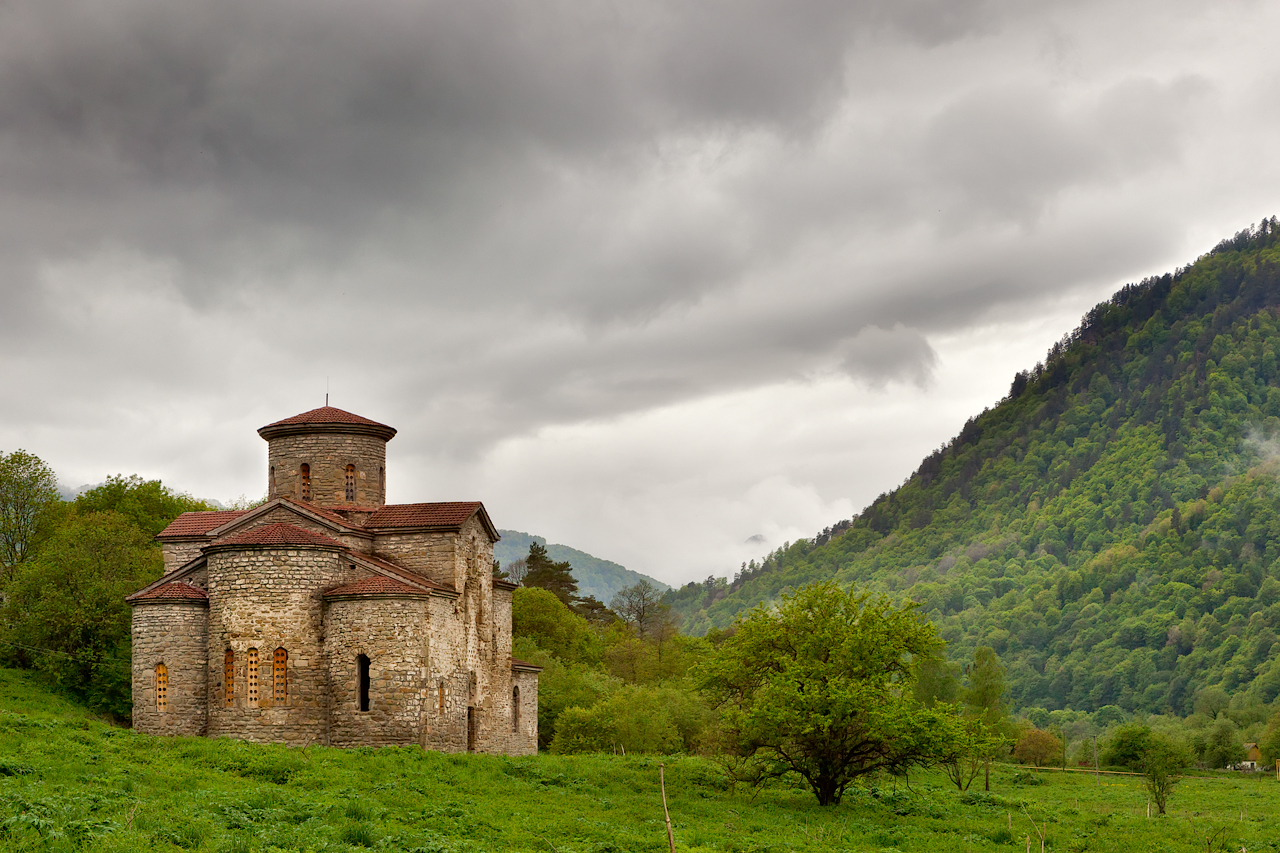
Église centrale

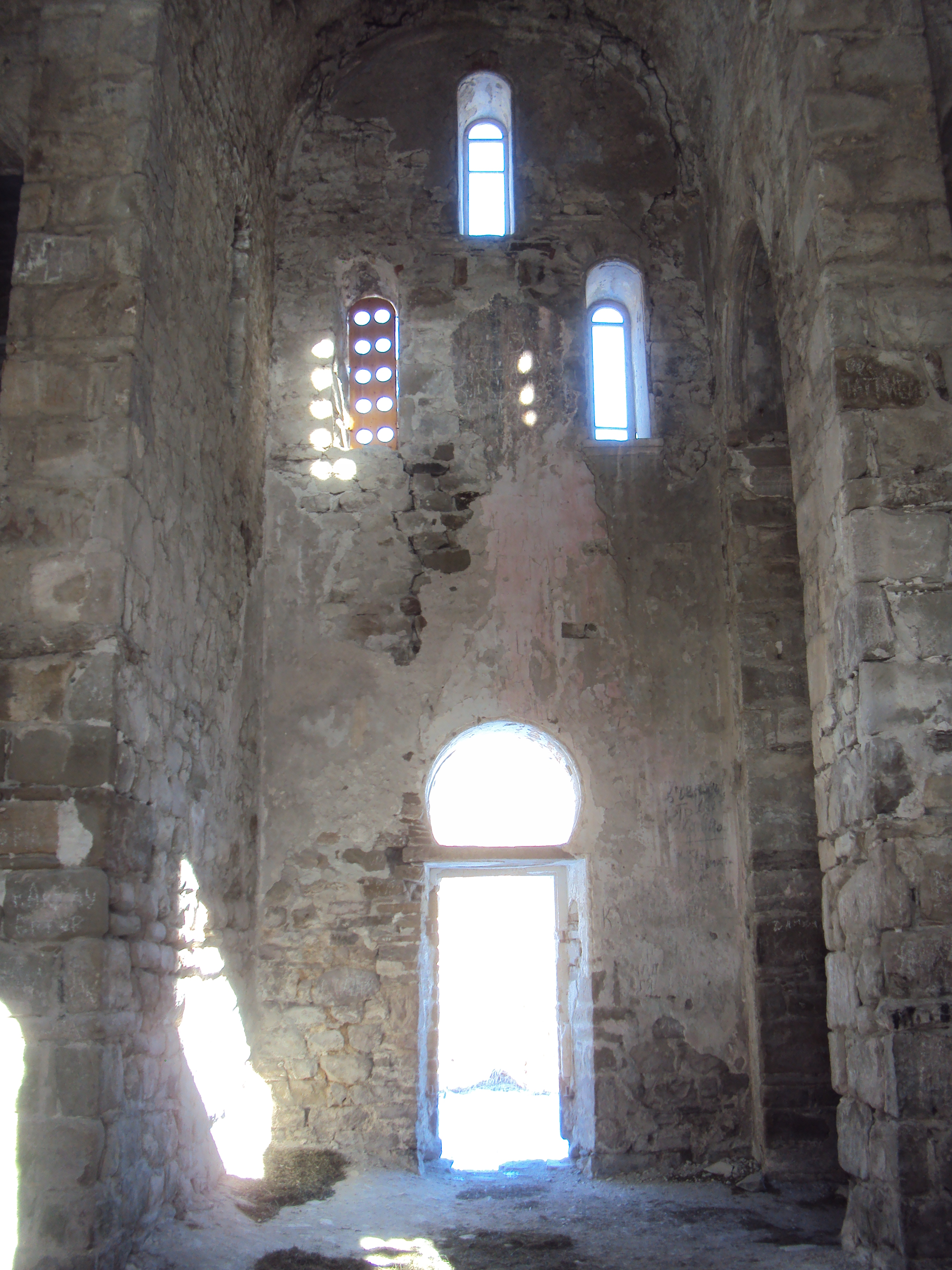
L'espace intérieur de l'église centrale.

L'église centrale est située à 800 mètres au sud de l'église nord. Contrairement à l'église nord, elle a été "restaurée" et partiellement reconstruite à la fin du XIXe siècle par les moines du monastère voisin, qui l'ont adapté pour de grands services. Les moines ont érigé des annexes latérales, refait le toit du bâtiment, couvert le dôme d'étain, disposé des chœurs en bois dans l'aile ouest de l'église et replâtré l'intérieur de l'église, masquant de nombreux détails architecturaux et fresques. 
L'église centrale est une structure à trois dômes, construite sur des piliers de grès.
Ses dimensions sont de 21,5 sur 13,25 mètres.
Les murs faits de blocs de pierre maçonnés, sont très caractéristiques et répondent aux normes byzantines médiévales. La brique a été utilisée uniquement pour créer des arcs de soutien, et des finitions cintrées de fenêtres et de portes. 
Les fresques masquées ou disparues de l'église peuvent être consultées dans les documents de D.M. Strukov, ainsi que dans une petite brochure publiée par les moines du monastère Zelenchuksky en 1897 . Selon ces moines, existaient, sur les murs nord et sud, des représentations de cavaliers galopant en manteaux rouges, des figures de chevaliers identifiés à Saint Georges et Demetrius Solunsky (seules les jambes restent visibles). Sur le mur sud : deux jeunes guerriers vêtus d'habits richement ornés et tenant des boucliers, également ornés. Dans l'abside centrale, une femme nimbée identifiée à Sainte Barbe, et un moine dans une robe sombre avec une capuche. La collection de croquis de Strukov donne plusieurs autres saints représentés sur les murs de l'église du Centre .

Fresques de l'église centrale (aquarelles de DM Strukov 1888) :
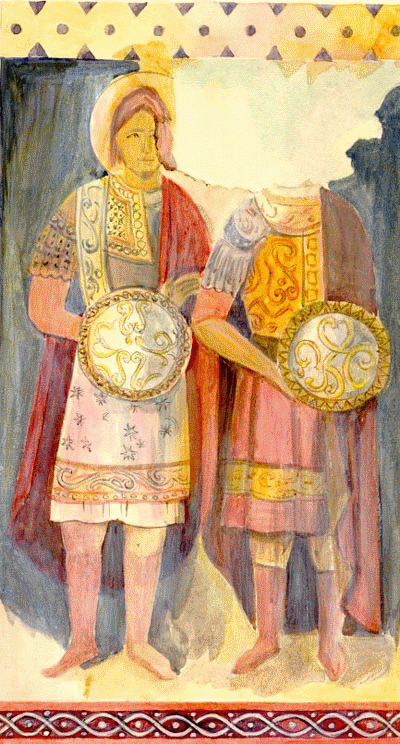
"Saints guerriers."
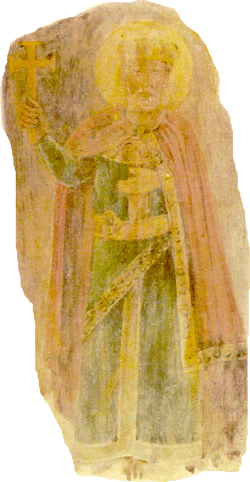
Saint (Constantin le Grand).
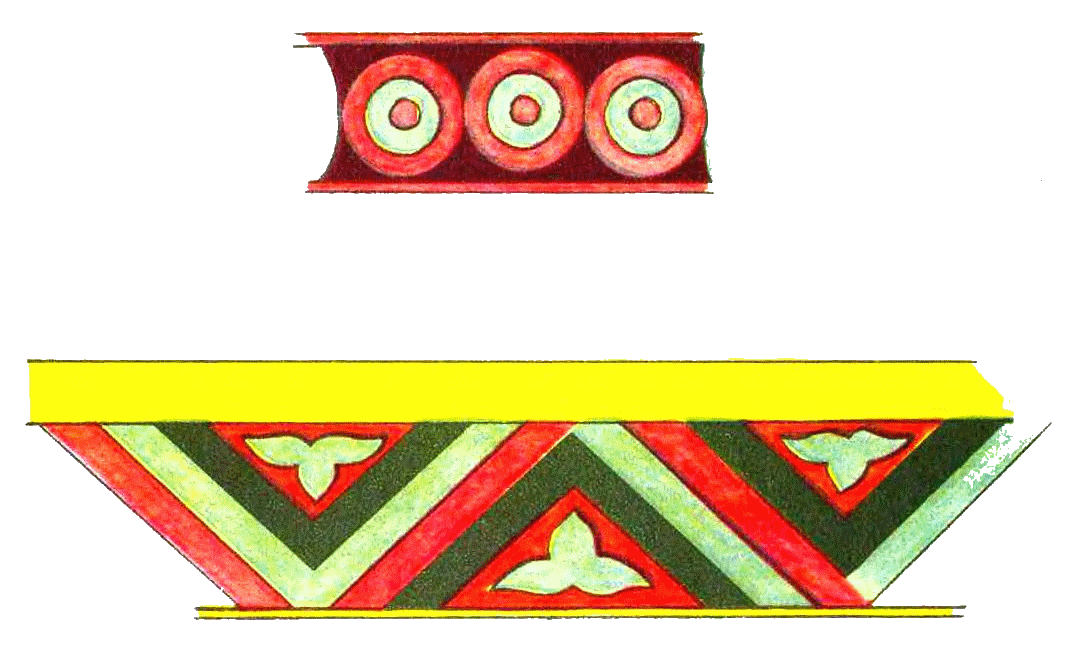
Décoration
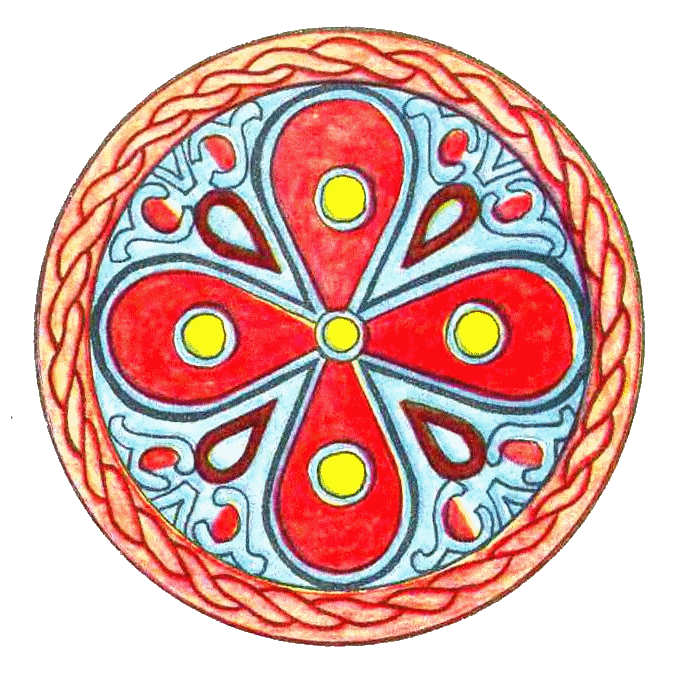
Décoration sur l'arc de la poutre nord.

Photographies et croquis de fresques réalisés par les moines du monastère Zelenchuksky :
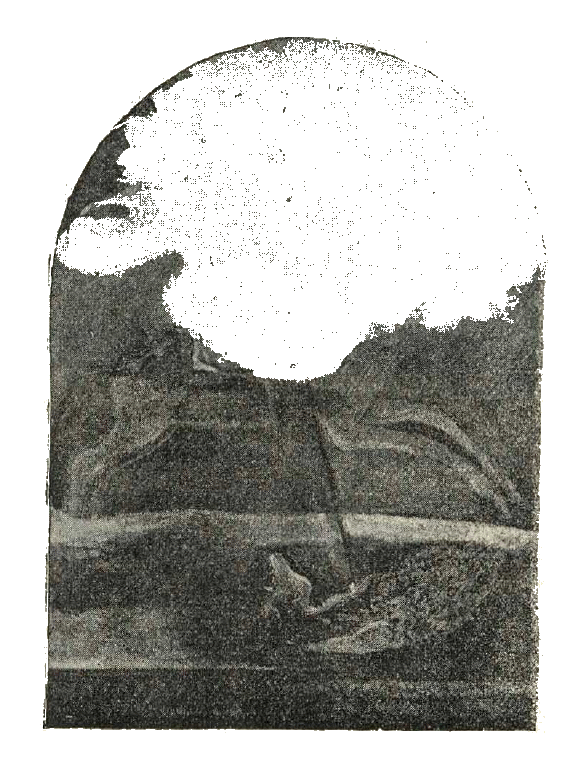
Un chevalier.
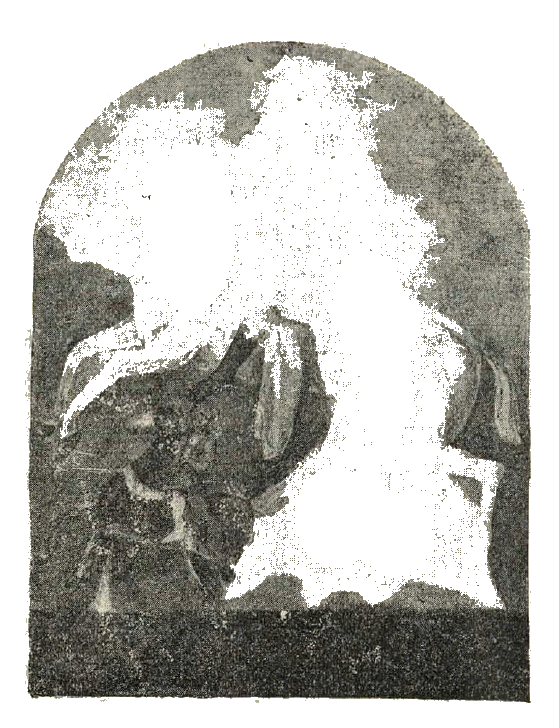
Un chevalier.
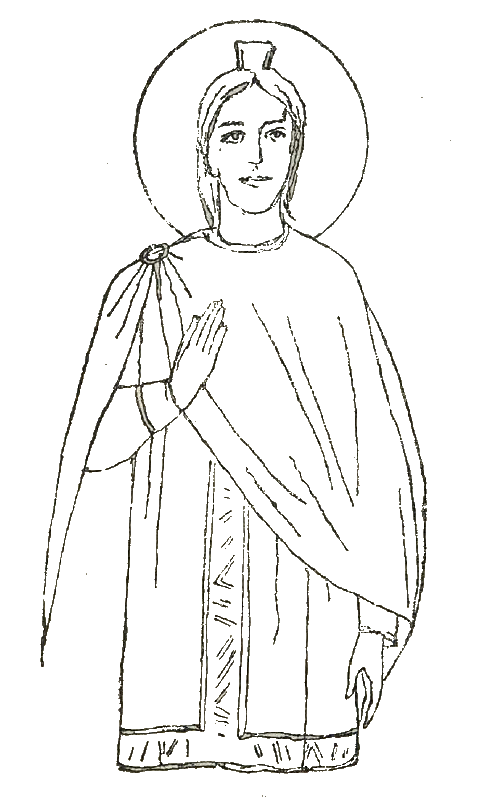
Santa Barbara .
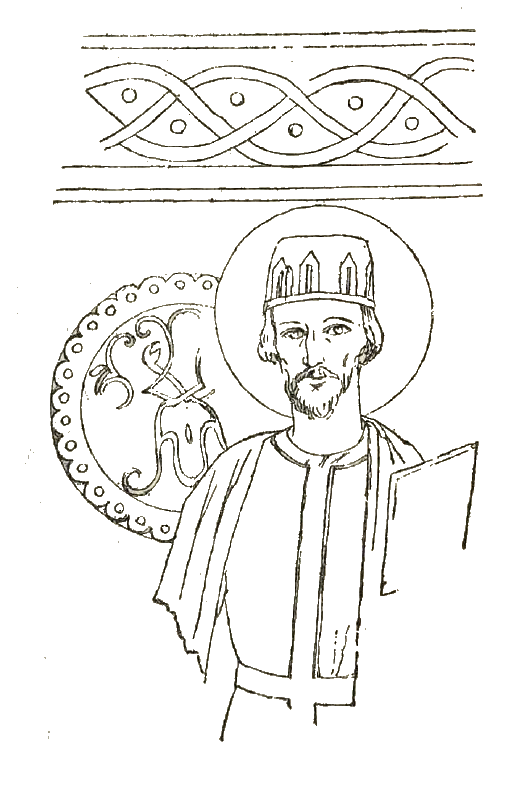
Fresque.
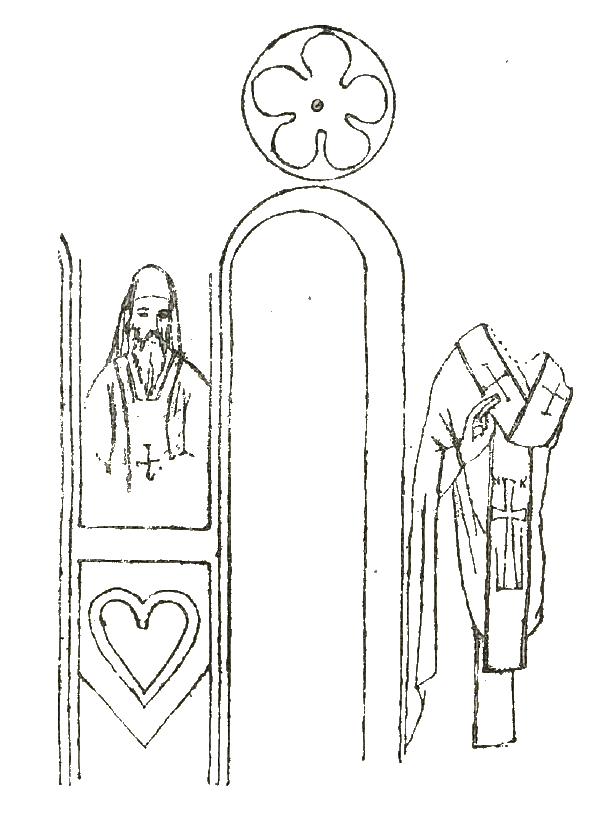
Fresque.

En comparant les caractéristiques architecturales des églises Nord et centrale, Kouznetsov conclut qu'elles ont été construites presque simultanément durant la première moitié du Xe siècle. 
Des bâtiments adjacents comportant des cellules monastiques laissent envisager la présence d'un ancien monastère à cet endroit.

### Église sud

État actuel

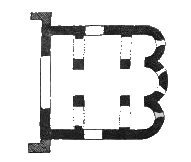
Le plan d'étage du temple, 1897.

L'église sud est située au milieu de vestiges de quartiers résidentiels, elle devait répondre aux besoins religieux de la population urbaine ou d'une partie de celle-ci, peut-être de noblesse féodale. Comme les deux églises précédentes, cette église est une église à croix inscrite à trois absides et quatre piliers. Elle est construite en blocs de grès taillés. Ses dimensions sont de 8,5 sur 7,75 mètres.
La caractéristique de cette église est que son dôme carré est asymétrique (1,8 x 2,7 mètres). Par conséquent, le bas de son tambour, coupé par quatre fenêtres, n'est pas cylindrique, mais elliptique. Selon Kouznetsov, le plan du bâtiment pourrait résulter d'erreurs de calcul faites par les constructeurs qui auraient tenté de combiner les canons architecturaux byzantins avec des techniques locales. La technique de maçonnerie, plus épaisse, telle qu'utilisée dans les traditions locales renforce cette hypothèse. Cette église aurait été construite après les deux autres et daterait de la seconde moitié du Xe siècle.
Les nefs nord et centrale de l'église ont la même largeur, la nef sud est plus étroite. Les absides sont semi-circulaires et de petite taille. Le système de toiture était à l'origine similaire à celui des églises nord et  centrales.
À la fin du XIXe siècle, l'église a été gravement endommagée par la "restauration" effectuée par les moines du monastère voisin, qui l'ont reconstruite "à la russe". Le toit d'origine, en pierre, a été remplacé par un toit en fer, le dôme recouvert de planches et couronné d'une tête d'oignon en fer avec une croix. Des portes ont remplacé des fenêtres sur les murs nord et sud du bâtiment, l'entrée ouest a été considérablement modifiée et transformée en un portail reliant, par une galerie couverte, l'église au réfectoire du monastère. Les murs ont été enduits et peints grossièrement. Aucune information n'a été conservée sur les éventuelles fresques anciennes. L'église a été consacrée en l'honneur du saint Alexandre Nevsky, elle servait d'église d'hiver pour le monastère, elle était chauffée par des fours souterrains dont la chaleur passait par un conduit spécial. Une petite chapelle et un clocher ont été construits à côté.
Des études de l'azimut de l'axe principal de l'église et de sa relation avec les dates du calendrier julien suggèrent que l'église a été fondée à l'époque d'Ilyin et était probablement dédiée à ce saint. Par conséquent, lors de la dernière consécration de l'église, tenue en 1991, son ancien nom "Ilyinskaya" a été conservé. À l'heure actuelle, l'église Elias de Nijniï Arkhyz est la plus ancienne église chrétienne en activité en Russie.

## Chapelle à une nef

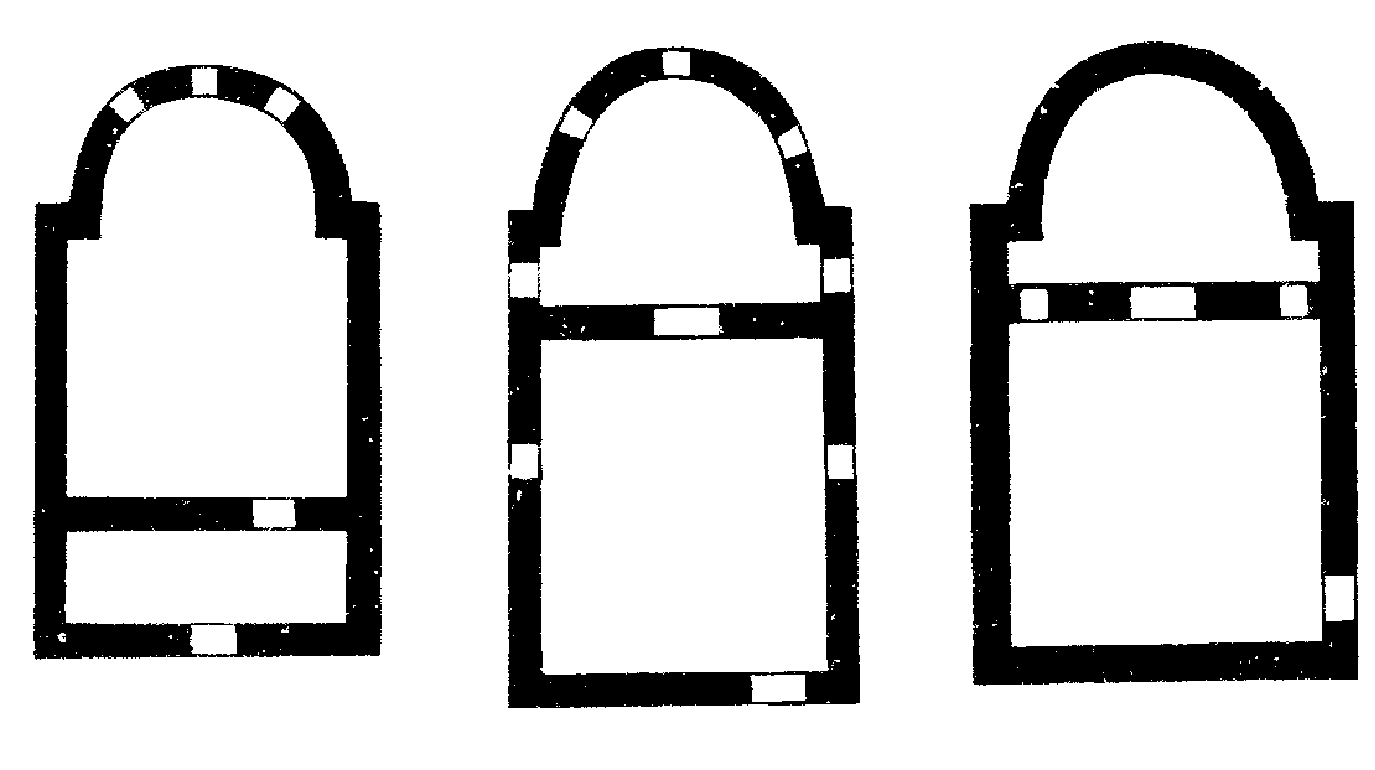
Les fondations des églises absides d'Arkhyz décrites par DM Strukov.

En plus de trois églises monumentales du site, les chercheurs ont découvert les restes de plusieurs petites chapelles à dôme et à une nef. La plupart d'entre elles sont situées dans la zone de l'église nord, où sept de ces chapelles ont été découvertes et fouillées à ce jour. Un certain nombre d'entre elles, situées sur les versants de la montagne, auraient fait partie du monastère qui existait durant la période médiévale, les plus grands monastères byzantins étaient en effet situés dans les montagnes (Mont Athos, Mont Olympe et Monastère Sainte Catherine du Sinaï). Sur le territoire de la ville, trois autres chapelles à une nef ont été découvertes, probablement des chapelles de maison faisant partie de riches propriétés. À ce jour, onze de ces chapelles sont connues. D.M. Strukov, qui a étudié ces lieux en 1888, a laissé dans ses esquisses des plans de fondation pour trois bâtiments de ce type, actuellement non identifiés avec les chapelles déjà fouillées.
Leur architecture présente des liens directs avec l'architecture provinciale byzantine du début du Moyen Âge . Des formes similaires ont été trouvées dans la construction de petites chapelles à des fins diverses: paroisse, maison, cimetière, monastère, mémorial en Asie Mineure, Bulgarie, Crimée. Un signe important de l'influence byzantine est l'utilisation de disques de verre pour les fenêtres des églises. Leur architecture témoigne également de la tradition architecturale locale: maçonnerie sèche utilisant des dalles de calcaire taillées. Selon Kouznetsov, tous ces bâtiments ont été érigés par des architectes locaux, mais en s'inspirant des techniques byzantines : décoration de l'abside avec des "tuiles" en pierre dans la chapelle n ° 1, contreforts sur les côtés de l'abside dans la chapelle n ° 2, traces de sol en ciment dans la chapelle n ° 11.

### Chapelles de la vieille ville

#### Chapelle numéro 1
Les ruines d'une chapelle sur la rue Tsentralnaya, ont été étudiées par V.A. Kouznetsov en 1962. Le bâtiment, mesurant 11,7 mètres sur 4,4 mètres, se composait de trois pièces: un autel, un naos et un narthex. Une partie des murs en était préservée sur une hauteur de 2 mètres, mais sans porte, laissant penser à un bâtiment surélevé, le sous-sol pouvant être utilisé pour stocker des objets, propriétés de l'église. La présence d'un balcon en pierre avec une échelle sur le mur ouest, à une hauteur de 1,12 mètre confirme cette hypothèse. L'abside de la chapelle était décorée de " tuiles émaillées, dont les débris ont été retrouvés lors des fouilles. Sa construction daterait de la fin du XIIe siècle.

#### Chapelle numéro 2
Située sur la rive gauche de la rivière Podorkanny, elle a été étudiée par V.A. Kouznetsov en 1961. Le bâtiment, mesurant 11,3 x 5,3 mètres, se composait de deux salles: un naos avec un autel et un étroit vestibule ouest. Deux contreforts massifs renforçaient les murs nord et sud à l'intersection avec l'abside. Lors de fouilles de la chapelle, des fragments de poterie, de croix de fer et de bracelet en verre ont été retrouvés. La découverte la plus importante concerne les morceaux de deux dalles de pierre qui faisaient partie des murs. SUr l'un d'elle, une partie de la formule musulmane couramment utilisée a été trouvée: " Il n'y a de dieu qu'Allah, Muhammad, le Messager d'Allah "; par contre, la date est bien conservée - 436 ans de hijra, ce qui correspond à 1044 j. C. Selon V.A. Kouznetsov, le fait que deux fragments de pierres tombales musulmanes aient été utilisées pour construire l'église, pourrait témoigner d'une lutte religieuse entre musulmans et chrétiens au XIe siècle, lutte dont le christianisme serait sorti victorieux. Cette chapelle daterait de la fin du XIe siècle. À la fin du XXe siècle, les restes de ses murs ont été volés pour servir de matériaux de construction - le bâtiment n'existe plus.

#### Chapelle numéro 3
Cette petite chapelle, connue seulement par les travaux de D.M. Strukov, était située près de l'abside sud de l'église sud. Elle aurait été démantelée par les moines pour servir de matériaux de construction pour les "restaurations". Le dessin de Strukov montre deux fenêtres sur les murs sud et nord et deux autres sur l'abside. Il n'y a pas d'autres données sur ce bâtiment.

### Chapelles diocésaines

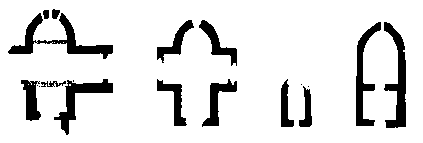
Chapelles basées sur les travaux de Yu. A. Kulakovsky, 1898.

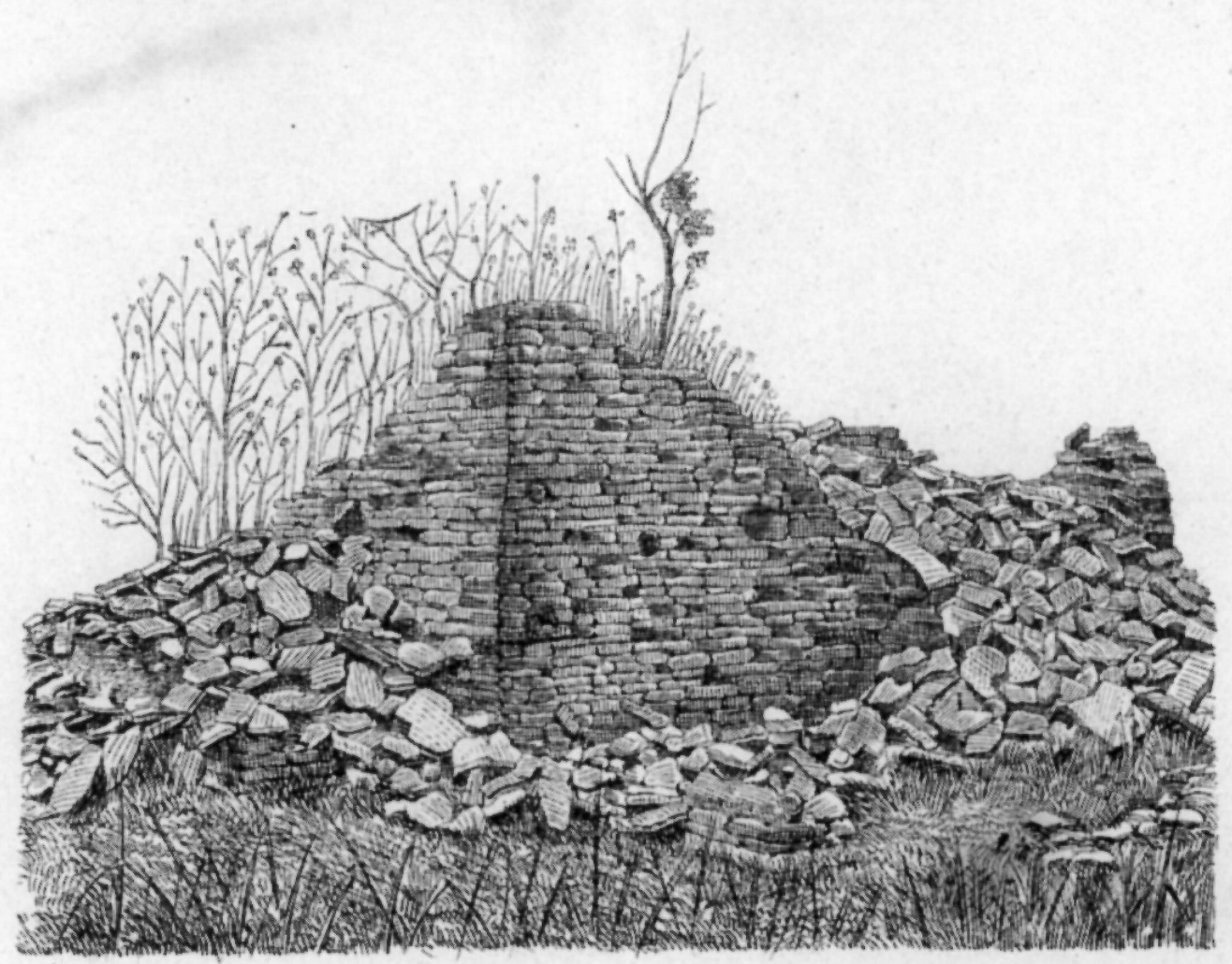
Les ruines d'une ancienne chapelle, 1891.

#### Chapelle numéro 4
L'une des trois chapelles bâties sur les contreforts de la chaîne de montagnes Uzhum est située à une altitude de 200 à 250 mètres au-dessus du niveau de la vallée. Apparemment, cette petite chapelle de 3 x 1,5 mètres appartenait à un ancien monastère et servait probablement pour le séjour des moines en retraite. Situé sur la falaise, l'angle nord-ouest de la structure est renforcé par un mur de soutènement.

#### Chapelle numéro 5
Cette chapelle, mesurant 6 x 2,7 mètres, située à 35 mètres au sud de l'église Nord, a été repérée par V.A. Kouznetsov mais n'a pas été fouillée.

#### Chapelle numéro 6
Les ruines de cette chapelle en trois parties ( autel, naos, narthex ), mesurant 19 x 5,5 mètres, sont situées à 40 mètres au sud-est de l'église Nord. L'épaisseur de ses parois est de 0,7 mètre, à l'exception du mur ouest situé en bordure de pente et d'une largeur de 1,5 à 1,6 mètre. Une sépulture a été découverte sur le sol en terre battue du narthex, et neuf autres dans le naos. Les sépultures respectent le rite chrétien et contiennent divers objets : fragments d'un miroir en bronze, pointes de flèches, cloches dorées, kopushka en bronze. La présence de squelettes d'hommes, femmes et enfants dans les tombes pourrait indiquer selon Kouznetsov l'appartenance de cette chapelle à une famille riche.

#### Chapelle numéro 7
Cette autre chapelle "de montagne" est située au-dessus de la chapelle n° 6. Le bâtiment a été très bien conservé : les murs subsistent sur presque toute leur hauteur, seul le toit du bâtiment n'a pas résisté. La chapelle se compose d'un naos et d'un autel, séparés par une solide barrière murale et mesure 4,12 x 2 mètres. Les murs du bâtiment atteignent une hauteur de 2 mètres, la porte fait 1,36 mètre de haut, et deux fenêtres mesurent 0,6 mètre de large. Le sol carré, de 2 x 2 mètres, est pavé de dalles de pierre. Le seul objet trouvé lors des fouilles de 1961 était un bouton en bronze, objet commun du XIe au XIIIe siècle. La chapelle aurait pu être utilisée par des anachorètes.

#### Chapelle numéro 8
Les vestiges de la troisième chapelle "de montagne", située en face de l'église Nord ont été découverts en 1961. Les fondations du mur occidental et de l'abside ont été mises à jour mais il ne restait rien des murs nord et sud. L'emplacement de certaines pierres suggère que l'église était composée de deux parties - l'autel était séparé du naos par un mur de pierre.

#### Chapelle numéro 9
Cette chapelle, située au nord-ouest de l'église Nord, a été étudiée par Kouznetsov en 1964. Le bâtiment, mesurant 13,4 x 4 mètres, se compose de deux parties: un naos qui n'est pas séparé de l'autel et un vestibule carré de 4 x 4 mètres. Dans la partie orientale de l'abside, les restes d'un trône de pierre, mesurant 2 x 0,9 mètres, ont été conservés. À l'extrémité nord de l'église commence un mur fortifié près d'une porte de la ville. Lors des fouilles de l'église, ont été trouvées 6 dalles profilées avec des finitions semi-circulaires et probablement issues de maçonnerie absidienne, un arc monolithique d'archivolte ainsi qu'un "pilier" en grès de forme inhabituelle (bord de 3 cm de hauteur et trou rond d'un diamètre de 4 centimètres à une extrémité) et dont l'utilisation reste inconnue. Dans le coin sud-ouest du naos, un coffre en pierre a également été trouvé ainsi qu'un élément d'une ancienne croix de fer.

#### Chapelle numéro 10
Elle est située à 250 mètres au nord-est de l'église nord, non loin d'un ancien cimetière chrétien. À en juger par sa petite taille (3 x 2,8 mètres), ce serait une chapelle de cimetière.

#### Chapelle numéro 11
Cette chapelle mesure 13 x 4 mètres, elle a été découverte près du cimetière mentionné ci-dessus, en 1954. Les fouilles des années 1960, ont révélé que ce bâtiment se composait d'un narthex de 4 mètres sur 4, d'un naos de 4,8 mètres sur 4 et d'une grande abside en forme de fer à cheval. En se basant sur les restes de céramique découverts, ainsi que sur la présence d'un sol en calcaire, recouvert d'une couche de ciment, de structure similaire au sol de l'église Nord, cette église serait datée du IXe ou Xe siècle .

## Sanctuaires païens

### Cercle de pierre

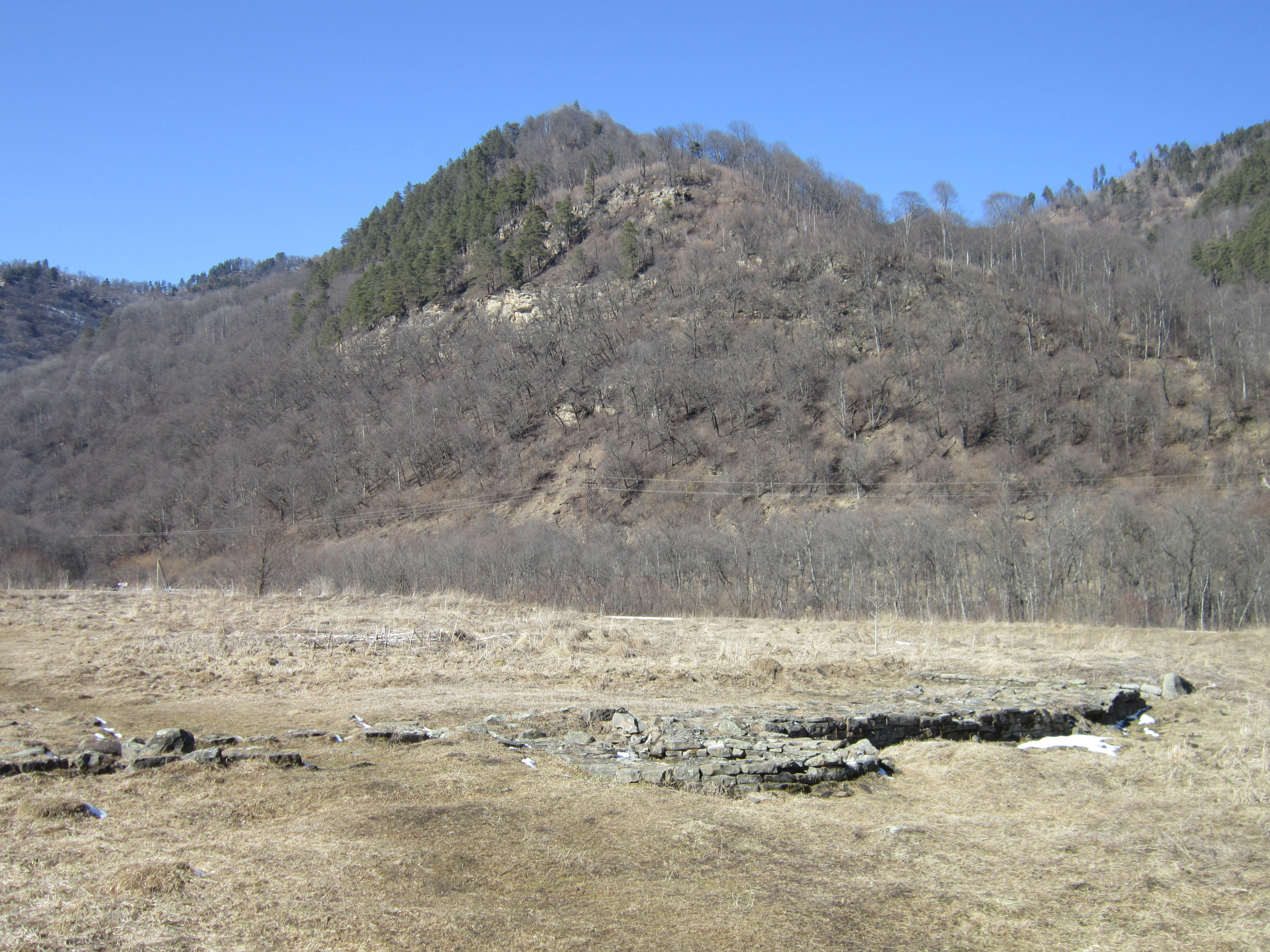
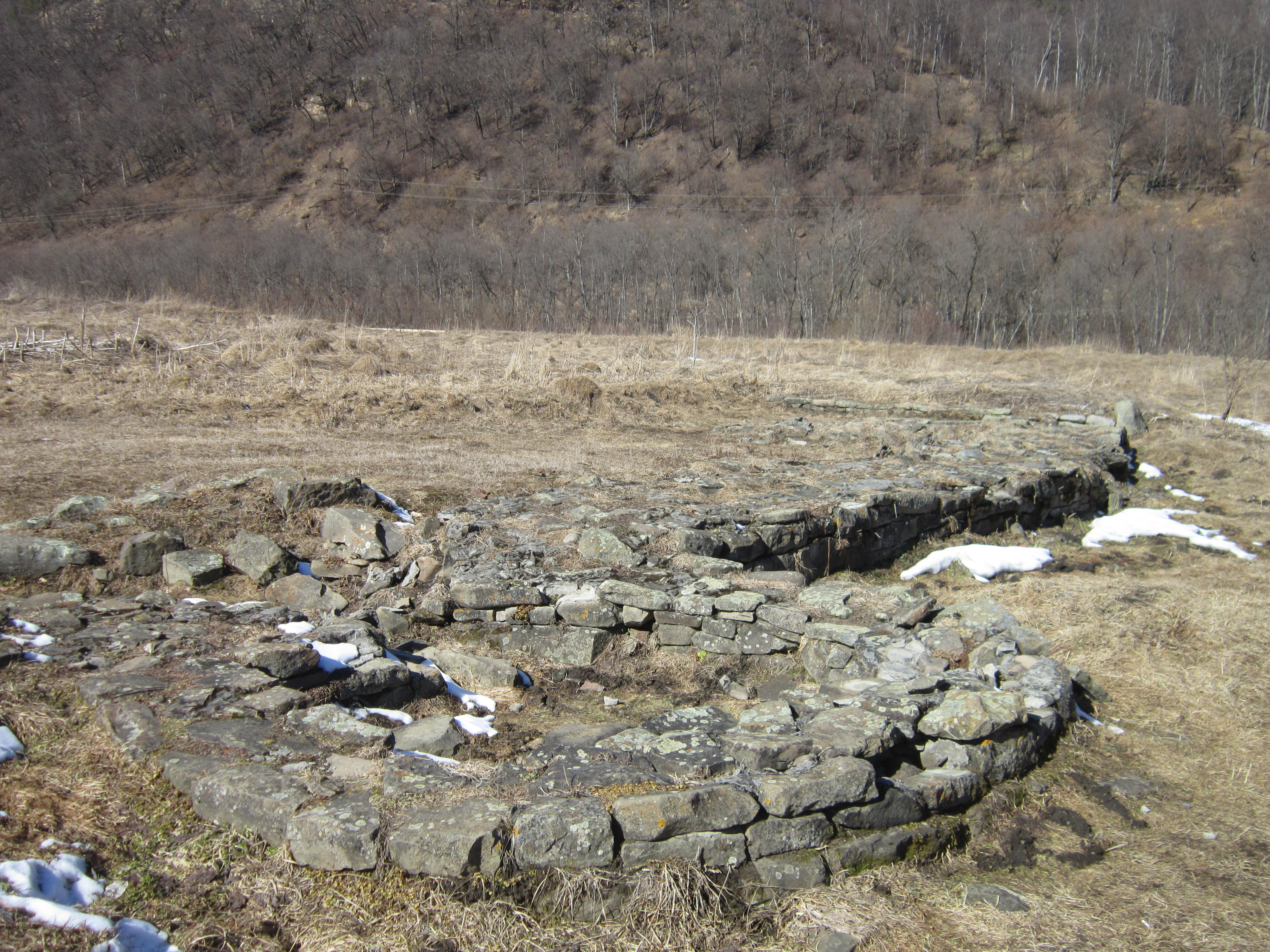
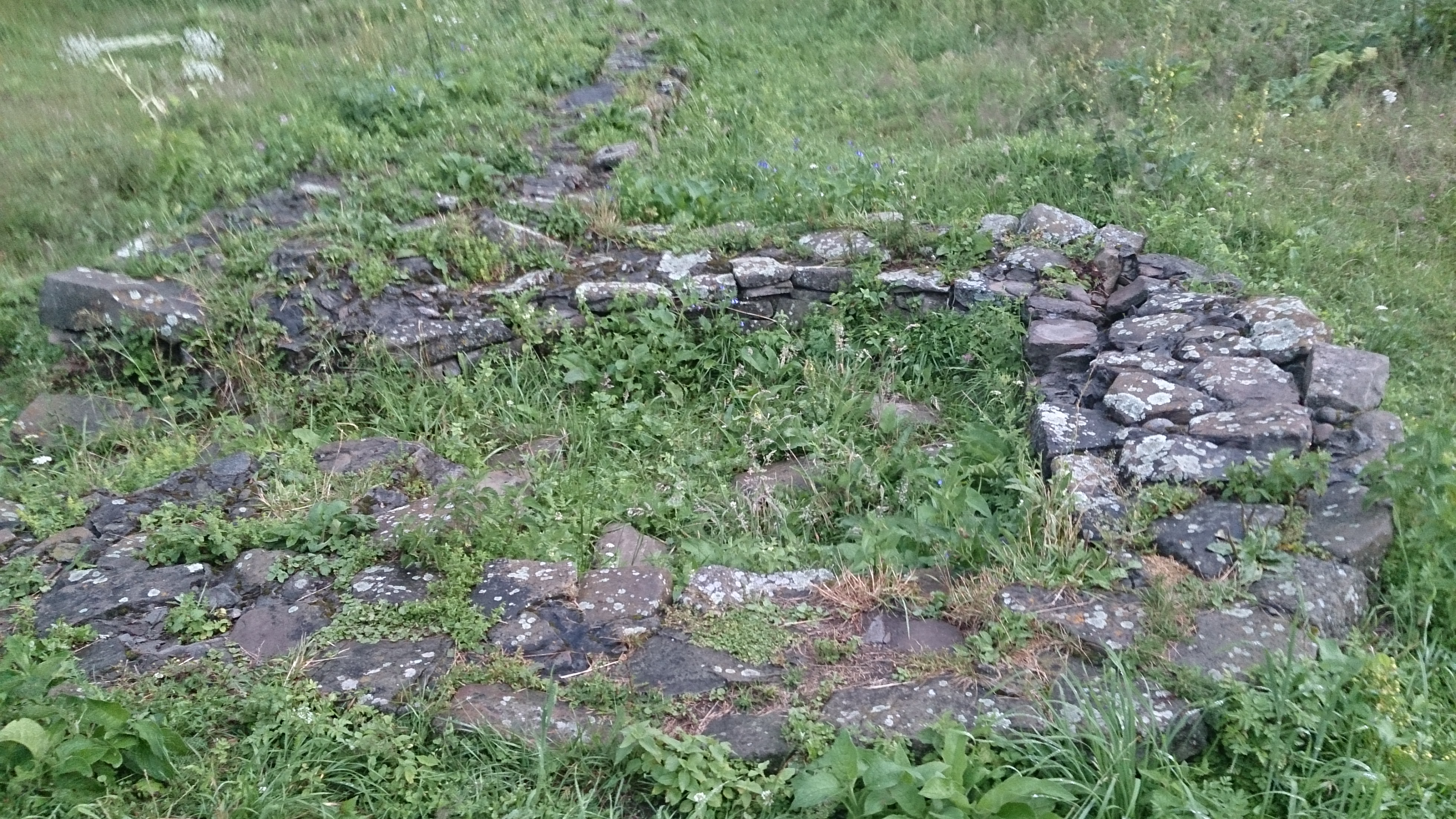
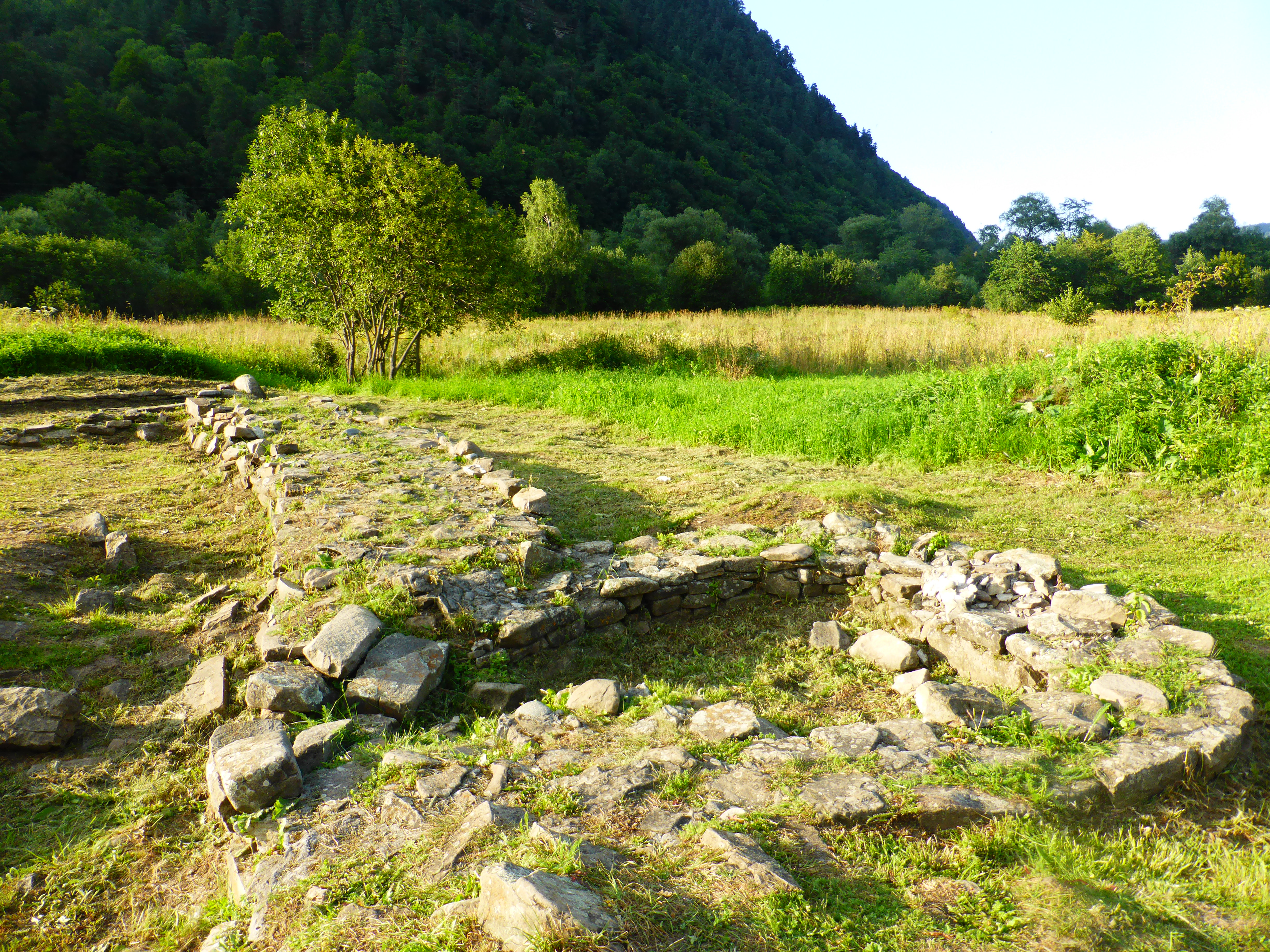

Un mur de terre circulaire d'un diamètre d'environ 80 mètres est indiqué sur le plan de D.M. Strukov, il l'a appelé un "cirque". Il est également mentionné dans la publication des moines du monastère de Zelenchuksky et dans le plan de la zone établi par V.M. Sysoev. En 1979, les murs de la structure ont été ouverts en deux points diamétralement opposés par V.A. Kouznetsov. Sous le mur de terre, ont été découverts les restes d'un mur de pierre, composé de dalles de grès qui forment deux parois (interne et externe) avec des gravats bloqués entre elles. Les murs, de 2,1 mètres d'épaisseur, ont une base formée de plaques épaisses. Le diamètre intérieur du cercle de pierre mesure 88,5 mètres, soit, selon la conclusion de K.N. Afanasyev, exactement 300 pieds romains . Les ruines du mur ont été conservées à une hauteur de 0,4 mètre, et sa hauteur d'origine est estimée par des spécialistes à 4 mètres (à partir du rapport épaisseur / hauteur estimé, de 1 à 2). Lors de l'excavation, un grand nombre de petits charbons de bois et de morceaux de realgar ou d'argile brûlée ont été découverts. Aucun vestige n'a été trouvé, à l'époque, à l'extérieur ou à l'intérieur du cercle.

#### Sanctuaire païen
Selon VA Kouznetsov, cette structure serait probablement un immense sanctuaire païen pour toute la population de la ville. La rue «centrale» de la vieille ville s'appuie contre cet édifice, de sorte que des processions solennelles auraient pu s'y déplacer lors des fêtes. La forme d'un cercle presque parfait, selon le chercheur, suggère un lien avec les anciens cultes du feu et du soleil. On sait que l'ancienne tradition caucasienne du culte du soleil, exprimée dans la construction de cromlechs circulaires en pierre, remonte à l'âge du bronze . Il aurait pu fusionner avec le culte du feu apporté par les Alains, en tant que représentants des tribus sarmates . On sait que le charbon et les realgar découverts lors des fouilles dans les sites des Sarmates et des Sauromates sont étroitement liés au même culte. Selon V.A. Kouznetsov, ce site archéologique est comparable à un anneau similaire, mais plus petit, dans l'Uzunkol des VIe et VIIe siècles, ainsi qu'au sanctuaire du feu et du soleil d'un site Yutsk décrit par N.M. Egorov. Dans le culte du feu alanien des brûleurs d'encens cylindriques en argile se tenaient debout, en formant un cercle.

#### Observatoire astronomique
Entre 1981 et 1985, une expédition du Musée régional des savoirs locaux de Karatchaïévo-Tcherkessie, dirigée par U. Yu. Elkanov, a effectué des fouilles sur le site du cercle de pierre, leur objectif était de tester l'hypothèse selon laquelle le cercle aurait été un ancien observatoire astronomique. Les parties nord, ouest et est ont été fouillées, et des études ont été effectuées pour déterminer l'axe de lever du soleil au moment du solstice d'été. Les restes d'un ancien bâtiment de 1,8 mètre de long (épaisseur de paroi - 0,8 mètre, hauteur préservée - 0,4 mètre) ont été trouvés dans la partie orientale du cercle. Le bâtiment est perpendiculairement adjacent au mur principal et forme un quadrilatère irrégulier. Une pierre de 0,7 mètre de long "en forme de crayon" a également été découverte, cela pourrait être un point cible dans le cercle. Lors de fouilles dans la partie nord du bâtiment, un "crayon de pierre" similaire a été trouvé, ainsi qu'une grande plaque de grès, comportant des lettres runiques. Dans la partie occidentale, des restes de bâtiment ont également été découverts. À l'intérieur du cercle, de petites structures en pierre ont été révélées, leur base est recouverte de dalles de pierre. Diverses sections à l'intérieur du cercle sont également pavées de dalles de pierre (épaisseur moyenne de 10 centimètres), on y trouve des "traces de cendre", vestiges de grands incendies.
Des études menées en 1985-86 sur le cercle ont montré que l'emplacement et la disposition du cercle ont été choisis de manière que le soleil se lève exactement au sud au solstice d'hiver et à l'est le 1er septembre, début de l'année selon le calendrier byzantin. Le cercle de pierres inférieur d'Arkhyz aurait ainsi pu être une structure astronomique similaire à Stonehenge en Angleterre ou Koy-krylgan-kala en Ouzbékistan . À l'été 1986, de nouvelles fouilles archéologiques ont été effectuées sur le site sous la direction de VN Kaminsky, à la suite de la découverte d'une ouverture de 1,0 mètre de large dans le mur sud, correspondant à la direction du soleil au moment du solstice d'hiver.

### Sanctuaire de Monte da Igreja
Les ruines d'un bâtiment, situé à 90 mètres à l'est de la chapelle n° 8, ont été étudiées par VA Kouznetsov en 1961. Le bâtiment était composé de deux pièces, il mesurait 4,7 mètres sur 2,0 mètres (chaque pièce ne dépassant pas 0,8 mètre), orienté le long de la ligne NO-SE. Dans les ruines, les chercheurs ont découvert des fragments de céramique et 25 croix de fer la plupart formées à partir de deux plaques de métal rivetées. La datation du bâtiment du Xe – XIIe siècle est confirmée par l'étude des céramiques et des croix de fer, qui étaient répandues dans tout le Caucase du Nord à cette période.
Selon Kouznetsov, le bâtiment ne serait pas résidentiel - la superficie des pièces individuelles est trop petite - et n pas non pe serait pas non plus un atelier de production des croix, car aucune trace d'activité n'y a été trouvée. Il pourrait s'agir d'un sanctuaire païen ancien, utilisé ensuite par des chrétiens. L'auteur rapproche ce bâtiment de celui étudié par TM Minaeva dans la colonie de Gilyach, également du .

## Autres objets

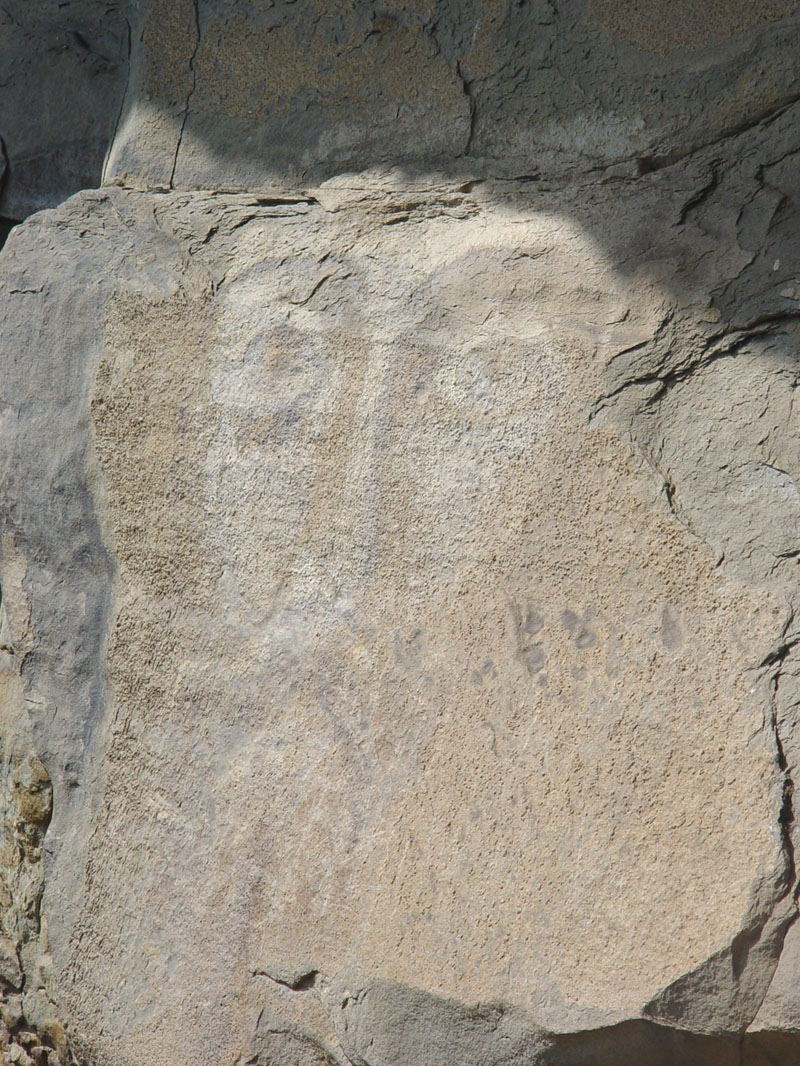
Visage du Christ, prétendument

- En 1999 , une image du Christ a été découverte dans une grotte sur la rive gauche du Bolchoï Zelenchuk, devant l'église centrale.

## Voir également
- Arkhyz
- Églises de Zelenchuk
- Église de Sentí
- Église de Choana